# Folkvang

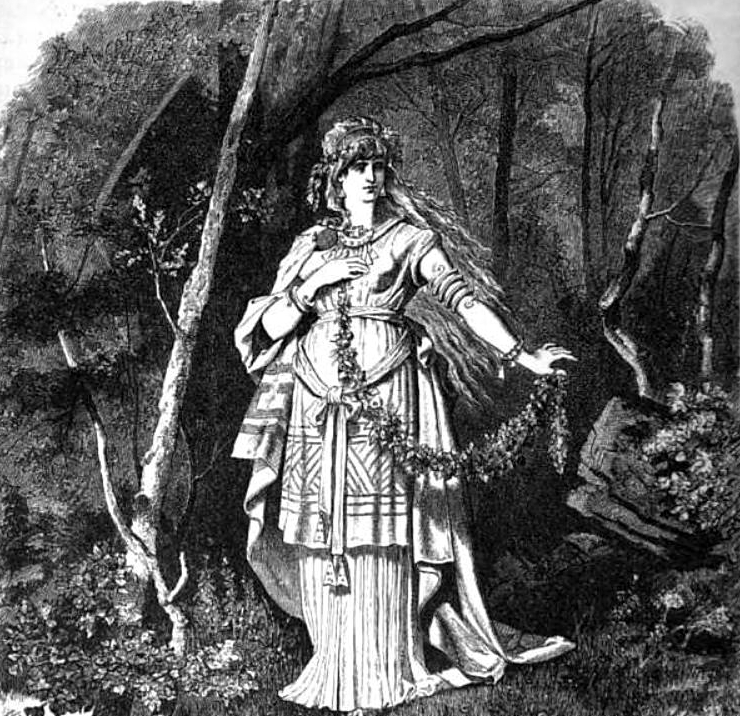
Carl Emil Doepler: Freya (1882)

Folkvang (ó-skandináv Fólkvangr, jelentése ”hadak mezeje”) a skandináv mitológiában Freyja istennő palotája az Asgardban. A harcban elesettek fele Odin csarnokába, a Valhallába, míg a másik fele Freyja csarnokába, a Folkvangban levő Sessrúmnirba jutott.
Az Edda így ír erről:
Folkvang a kilencedik,

itt Freyja kegye határoz,

ki hol ül, ő mondja meg,

a hősi halottak felét

maga választja nap mint nap,

másik felét Ódin.

## Fordítás
- Ez a szócikk részben vagy egészben  a   Folkvang című svéd Wikipédia-szócikk fordításán alapul.  Az eredeti cikk szerkesztőit annak laptörténete sorolja fel. Ez a jelzés csupán a megfogalmazás eredetét és a szerzői jogokat jelzi, nem szolgál a cikkben szereplő információk forrásmegjelöléseként.
- Ez a szócikk részben vagy egészben  a   Fólkvangr című angol Wikipédia-szócikk fordításán alapul.  Az eredeti cikk szerkesztőit annak laptörténete sorolja fel. Ez a jelzés csupán a megfogalmazás eredetét és a szerzői jogokat jelzi, nem szolgál a cikkben szereplő információk forrásmegjelöléseként.